# 笹原木実
笹原 木実（ささはら このみ、1959年8月24日 - ）は日本刺繡による表現を求める日本刺繡作家である。
特に植物への造詣が深く、園芸高校で培った観察眼を生かし植物のみずみずしい生命力を刺繡に取り込んでいる。また、近年古典への興味が深まり浮世絵などを中心とした題材の制作活動に打ち込んでいる。
現在は、世界へ日本の伝統工芸である日本刺繡を伝えるための橋渡しとして活動している。
落款が刺繡で施されている作品もあり、刺繡作家ならではの趣向といえる。

## 経歴
- 1959年 東京に生まれる。
- 1977年 東京都立園芸高等学校卒業。
- 1978年～1980年 日本刺繡の最大派閥である紅会にて日本刺繡の基礎を学ぶ。
- 1980年～1988年 独自の創作活動を始め、多くの作品を完成させる。
- 1988年～ 皇太子妃美智子のローブデコルテ製作や貴乃花光司の化粧回しを手がけた秋山光男に師事。
- 2001年～2007年 秋山刺繡研究所合同作品展参加。
- 2007年 初の個展を開催。
- 2007年　パリ国際サロン推薦部門出品
- 2007年　日仏現代美術世界展入選
- 2008年　欧美国際公募美術賞展推薦部門及び一般部門で出展
- 2009年　勤労者美術展入選
- 2009年　平成21年度全国伝統的工芸品応募展入選
- 2010年　全国伝統的工芸センター作品展示・実演
- 2010年　品川区伝統工芸組合　大井町きゅりあん　作品展示・実演”
- 2010年  松屋銀座にて実演販売会
- 2010年　横浜ブラフ18番館にて侍ART展示会
- 2011年　赤坂プリンスホテルお正月クラフトイベント
- 2011年　品川区伝統工芸組合　大井町きゅりあん　作品展示・実演
- 2011年　松屋銀座にて実演販売会